# Макс Феттер
Макс Феттер (нім. Max Vetter, 17 березня 1892 — 20 століття) — німецький академічний веслувальник.
Бронзовий призер Олімпійських Ігор 1912 року в складі вісімки.
Чемпіон Європи 1913 року в складі вісімки.